# Popularitat

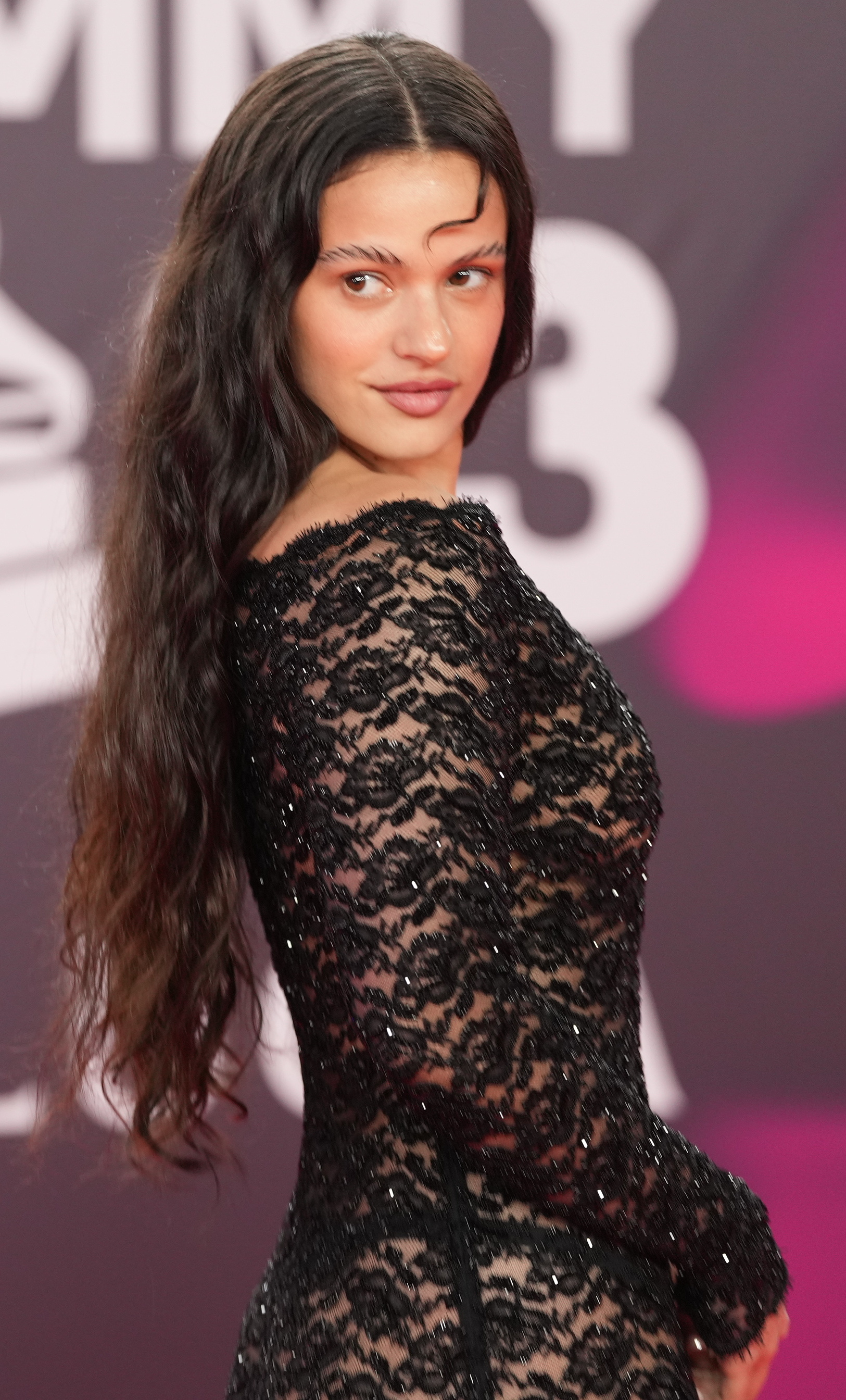
La popular cantant catalana Rosalía als premis Grammy Llatins el 2023

La popularitat és la qualitat de ser àmpliament conegut, usualment per motius favorables. Les persones populars són un model per a altres, que coneixen aspectes de la seva vida i el seu caràcter, sovint estereotipat en uns pocs trets de la personalitat que són els que la gent comú identifica amb el personatge. Es relaciona estretament amb la fama i la reputació. En l'època contemporània les persones populars són sobretot artistes, famosos de televisió o creadors de contingut digital, especialment durant l'adolescència.
La popularitat desperta emocions positives en les altres persones, que es veuen reflectides en sentiments d'amistat i respecte, un prejudici positiu cap a allò que fa la persona popular i una activació del lòbul de l'ínsula del cervell. A diferència de l'anonimat, la popularitat d'una persona fa que augmentin les seves possibilitats de tenir influència social.